# Löpning 60 meter

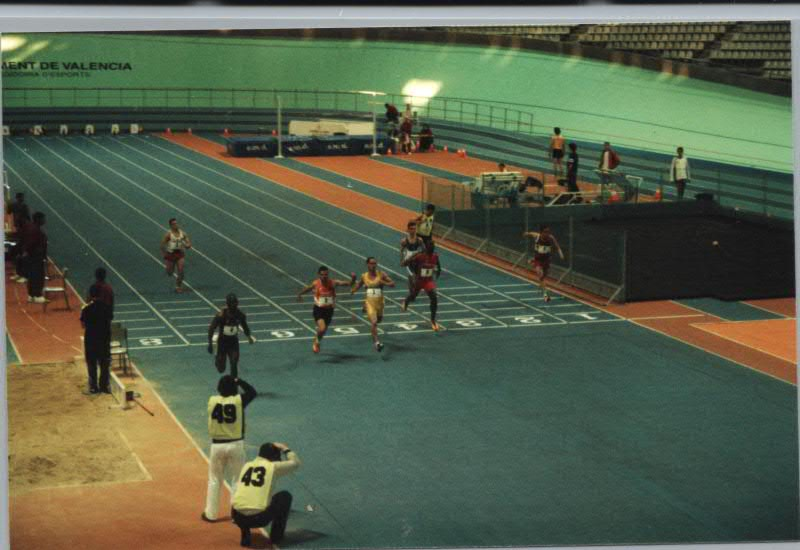
Ett 60 meter-lopp i Valencia 2005.

60 meter löpning är en friidrottsgren som ingår vid mästerskap inomhus. Grenen är den kortaste löpgrenen inom friidrott där det noteras världsrekord. Två gånger har 60 meter varit en gren vid de Olympiska sommarspelen nämligen vid OS 1900 och OS 1904. Sedan dess är 100 meter den kortaste grenen utomhus. 60 meter är även en gren som ungdomar tävlar i.

## Rekord, damer
| Område       | Resultat | Löpare                 | Nation          | Datum            | Plats       |
| ------------ | -------- | ---------------------- | --------------- | ---------------- | ----------- |
| Världsrekord | 6,92     | Irina Privalova        | Ryssland        | 11 februari 1993 | Madrid      |
| Afrika       | 6,97     | Murielle Ahouré        | Elfenbenskusten | 2 mars 2018      | Birmingham  |
| Asien        | 7,09     | Susanthika Jayasinghe  | Sri Lanka       | 7 februari 1999  | Stuttgart   |
| Europa       | 6,92     | Irina Privalova        | Ryssland        | 11 februari 1993 | Madrid      |
| Nordamerika  | 6,94     | Aleia Hobbs            | USA             | 18 februari 2023 | Albuquerque |
| Oceanien     | 7,13     | Zoe Hobbs              | Nya Zeeland     | 18 mars 2022     | Belgrad     |
| Sydamerika   | 7,14     | Vitoria Christina Rosa | Brasilien       | 18 mars 2022     | Belgrad     |

För utförligare lista, inklusive en del nationsrekord, se Friidrottsrekord i slätlöpning.

## Rekord, herrar
| Område       | Resultat | Löpare              | Nation     | Datum            | Plats            |
| ------------ | -------- | ------------------- | ---------- | ---------------- | ---------------- |
| Världsrekord | 6,34     | Christian Coleman   | USA        | 18 februari 2018 | Albuquerque      |
| Afrika       | 6,45     | Leonard Myles-Mills | Ghana      | 20 februari 1999 | Colorado Springs |
| Asien        | 6,42     | Su Bingtian         | Kina       | 3 mars 2018      | Birmingham       |
| Europa       | 6,41     | Marcell Jacobs      | Italien    | 19 mars 2022     | Belgrad          |
| Nordamerika  | 6,34     | Christian Coleman   | USA        | 18 februari 2018 | Albuquerque      |
| Oceanien     | 6,52     | Matthew Shirvington | Australien | 7 mars 1999      | Maebashi         |
| Sydamerika   | 6,52     | José Carlos Moreira | Brasilien  | 17 februari 2009 | Paris            |

För utförligare lista, inklusive en del nationsrekord, se Friidrottsrekord i slätlöpning.